# Texas A&M-universiteit
De Texas A&M-universiteit (Texas A&M University, afgekort A&M of TAMU) is een openbare onderzoekuniversiteit gelegen in College Station in de Amerikaanse staat Texas. Het is de vlaggenschipuniversiteit van het Texas A&M Universitair systeem.
De universiteit staat bekend als een land-, zee- en ruimte-beurs college. Er vinden veel onderzoeken plaats die onder andere worden gefinancierd door NASA, de National Institutes of Health, de National Science Foundation, en de Office of Naval Research. De universiteit biedt meer dan 150 opleidingen verdeeld over tien colleges, en bevat 18 onderzoekinstituten. Als een Senior Military College beschikt de universiteit als een van slechts drie openbare universiteiten over een fulltime cadettencorps.
De sportteams van de universiteit worden de Aggies genoemd.

## Geschiedenis
De universiteit werd opgericht op 4 oktober 1876 als het Agricultural and Mechanical College of Texas. Het was het eerste openbare instituut voor hoger onderwijs in Texas. In 1963 besloot de wetgevende macht van Texas de naam van de school te veranderen naar Texas A&M Universiteit om de grotere rol van het instituut en de academische opleidingen die er werden gegeven te benadrukken. De letters "A&M" hebben niet langer een specifieke betekenis, maar worden behouden als link naar het verleden van de universiteit.